# Василь І Тирновський
Святий Макарій Тирновський — перший патріарх відновленої Тирновської Болгарської православної церкви (1186—1232), після відділення північної Болгарії як незалежної держави від Візантійської імперії. Його також підтвердили як болгарського патріарха після укладення Калоянової унії з Римом у 1204 році.
1186 року на звільнених землях між Дунаєм і Балканами правитель Асен І Петро заснував нову православну церкву зі центром в столиці Тирново. На освяченні новозбудованої церкви св. Дмитра наприкінці 1185 або на початку 1186 року, згідно з каноном, були присутні троє митрополитів — Видинський і ще два римські, яких запросив Асен для цієї нагоди. Вони канонічно помазали і висвятили нового болгарського архієпископа Василя I і проголосили його главою незалежної Болгарської церкви на звільнених землях. Єпархія Тирновської архиєпархії-патріархії включала єпархію Друстера, яка до того часу залежала від патріарха Константинопольського, і єпархію Видину, підпорядковану архієпископу Охридському.
Ні Охридська архієпископія, ні Константинопольський патріархат не відреагували негативно на те, що сталося, а останній навіть подарував їй святе миро, але офіційного визнання болгарський патріарх не мав. В ций ситуації Римський Папа Іннокентій III, який вступив у переговори з правителем Калояном, досяг унії з Римом, та дав Тирновському архієпископу титул примаса і паллій, що прирівнювалось до статусу голови помісної православної церкви.
7 листопада 1204 р. папський кардинал Лев помазав архієпископа Василя на патріарха, а наступного дня (в день Архангела Михайла) коронував Калояна як короля і суверенного правителя.
Розірвання унії з Римом відбулося в останні місяці 1231 або на початку 1232 року. Тоді дві західні єпископії — Белградська і Бранічевська відмовилися від єдності з римським первосвящеником. Зближення з Вселенським патріархатом підтримав і Тирновський патріарх Василь, який на той час уже відійшов на Афон.
Екзарх Вселенського патріарха для західновізантійських земель митрополит Христофор, який відіграв велику роль у цьому процесі, у листі до нового правителя Івана Асена ІІ не висловив заперечень проти Василя, якого він зустрів на Афоні, і після ґрунтовної розмови з ним наполіг, щоб Василь повернувся до Тирнова.
На момент афонської зустрічі Василь формально все ще був голової Тирновської архиєпархії, але незабаром після цього він офіційно залишив цю посаду. Цією відставкою він відкрив можливість канонічного відновлення спільності двох православних церков і офіційного піднесення Константинопольським патріархом Тирновського архієпископства до рангу патріархату, що і сталося 1235 року. Його наступником став патріарх Св. Йоаким I (1235—1246).